# Charity Shield 1999
La Charity Shield 1999 fue la edición Nº 77 de la competición. Fue disputada por el Manchester United, que se proclamó campeón de la triple corona ganando: Premier League, FA Cup y Champions League en la misma temporada. Su rival en la final fue el Arsenal F.C., como segundo clasificado en la Premier League 1998/99.
El partido se disputó el 1 de agosto de 1999, en el Estadio de Wembley ante 70.185 espectadores.
El encuentro finalizó 2-1 para el Arsenal, consiguiendo así la décima Charity Shield para sus vitrinas.

## Charity Shield 1999

### Equipos
| Manchester United |  | Bandera de Inglaterra |  | Campeón doblete: Premier League (1998/99) y FA Cup (1998/99) |
| Arsenal           |  | Bandera de Inglaterra |  | Subcampeón de la Premier League (1998/99)                    |

### Partido
| 13         | POR        | Alex Manninger    |     |
| 2          | DEF        | Lee Dixon         |     |
| 5          | DEF        | Martin Keown      |     |
| 18         | DEF        | Gilles Grimaldi   |     |
| 3          | DEF        | Nigel Winterburn  |     |
| 15         | MED        | Ray Parlour       | 88' |
| 4          | MED        | Patrick Vieira    |     |
| 17         | MED        | Emmanuel Petit    |     |
| 16         | MED        | Sylvinho          | 64' |
| 8          | DEL        | Fredrik Ljungberg |     |
| 25         | DEL        | Nwankwo Kanu      |     |
| Entrenador | Entrenador | Arsène Wenger     |     |

| 1          | POR        | Mark Bosnich      |     |
| 2          | DEF        | Gary Neville      |     |
| 21         | DEF        | Henning Berg      |     |
| 6          | DEF        | Jaap Stam         | 46' |
| 3          | DEF        | Denis Irwin       |     |
| 7          | MED        | David Beckham     |     |
| 8          | MED        | Nicky Butt        | 81' |
| 18         | MED        | Paul Scholes      |     |
| 14         | MED        | Jordi Cruyff      | 62' |
| 19         | DEL        | Dwight Yorke      |     |
| 9          | DEL        | Andrew Cole       |     |
| Entrenador | Entrenador | Sir Alex Ferguson |     |

| 21 | MED | Luis Boa Morte | 64' |
| 22 | MED | Oleh Luzhny    | 88' |

| 4  | DEF | David May            | 46' |
| 20 | DEL | Ole Gunnar Solskjaer | 62' |
| 10 | DEL | Teddy Sheringham     | 81' |

| Penal | 67' | Nwankwo Kanu | 1-1 |
|       | 78' | Ray Parlour  | 2-1 |

|  | 36' | Dwight Yorke | 0-1 |

|  | 25' | Martin Keown   |
|  | 25' | Patrick Vieira |

|  | 21' | David Beckham |
|  | 25' | Nicky Butt    |
|  |     |               |

|  |

| Árbitro | Graham Barber |
|         |               |
|         |               |
|         |               |

| 13         | POR        | Alex Manninger    |     |
| 2          | DEF        | Lee Dixon         |     |
| 5          | DEF        | Martin Keown      |     |
| 18         | DEF        | Gilles Grimaldi   |     |
| 3          | DEF        | Nigel Winterburn  |     |
| 15         | MED        | Ray Parlour       | 88' |
| 4          | MED        | Patrick Vieira    |     |
| 17         | MED        | Emmanuel Petit    |     |
| 16         | MED        | Sylvinho          | 64' |
| 8          | DEL        | Fredrik Ljungberg |     |
| 25         | DEL        | Nwankwo Kanu      |     |
| Entrenador | Entrenador | Arsène Wenger     |     |

| 1          | POR        | Mark Bosnich      |     |
| 2          | DEF        | Gary Neville      |     |
| 21         | DEF        | Henning Berg      |     |
| 6          | DEF        | Jaap Stam         | 46' |
| 3          | DEF        | Denis Irwin       |     |
| 7          | MED        | David Beckham     |     |
| 8          | MED        | Nicky Butt        | 81' |
| 18         | MED        | Paul Scholes      |     |
| 14         | MED        | Jordi Cruyff      | 62' |
| 19         | DEL        | Dwight Yorke      |     |
| 9          | DEL        | Andrew Cole       |     |
| Entrenador | Entrenador | Sir Alex Ferguson |     |

| 21 | MED | Luis Boa Morte | 64' |
| 22 | MED | Oleh Luzhny    | 88' |

| 4  | DEF | David May            | 46' |
| 20 | DEL | Ole Gunnar Solskjaer | 62' |
| 10 | DEL | Teddy Sheringham     | 81' |

| Penal | 67' | Nwankwo Kanu | 1-1 |
|       | 78' | Ray Parlour  | 2-1 |

|  | 36' | Dwight Yorke | 0-1 |

|  | 25' | Martin Keown   |
|  | 25' | Patrick Vieira |

|  | 21' | David Beckham |
|  | 25' | Nicky Butt    |
|  |     |               |

|  |

| Árbitro | Graham Barber |
|         |               |
|         |               |
|         |               |

| Campeón Charity Shield 1999 |
| --------------------------- |
| Arsenal 10° título          |

| Predecesor: Charity Shield 1998 | Charity Shield 1999 | Sucesor: Charity Shield 2000 |